# Martino Ragusa
Martino Ragusa (Agrigento, 8 luglio 1951) è uno scrittore, gastronomo e giornalista italiano.
Collabora con Linea Verde (Rai 1) in qualità di esperto, con i mensili Il Test, Ristoranti-Imprese del Gusto e Bargiornale. Sul suo blog scrive soprattutto di cucina, pubblicando numerose ricette della cucina siciliana, italiana e internazionale.

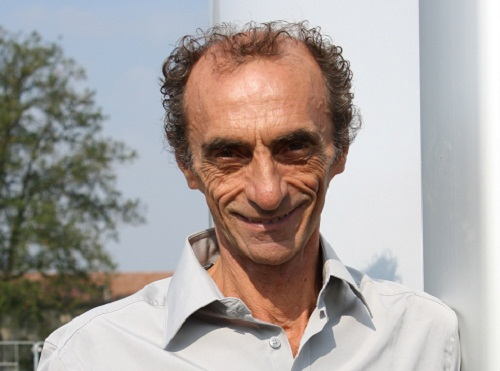
Martino Ragusa in una foto del 2009

## Biografia
Nato da Agrigento nel 1951, Martino Ragusa ha frequentato l’Università di Bologna, conseguendo la laurea in Medicina e Chirurgia, poi la specializzazione in Psichiatria. Ha vissuto a Bologna per lungo tempo, fino agli anni 2000; durante il periodo universitario ha condiviso l’appartamento con l’amico Patrizio Roversi, con cui poi ha collaborato per alcune trasmissioni televisive e la scrittura di libri.
Nel 2016 e nel 2019, con Edizioni Momenti, ha pubblicato i due volumi di Cucina Siciliana di popolo e signori che raccolgono rispettivamente 216 e 222 ricette di Cucina siciliana. Nell’introduzione del primo volume spiega perché la Cucina siciliana è una «cucina più nazionale che regionale» e ne definisce i tratti distintivi. Ogni ricetta è introdotta da una premessa che racconta la storia della pietanza, i suoi risvolti culturali e sociali. Nel secondo volume Ragusa scrive: «i piatti devono essere anzitutto buoni di mangiare e se ne pesco qualcuno interessante dal punto di vista storico ma impresentabile a tavola, lo cito. Ma la cosa finisce lì, perché siamo tutti mangiatori contemporanei e obbediamo a un gusto in continua evoluzione».
Martino Ragusa vive attualmente a Ribera, in Sicilia, fra «ulivi, orto e galline».

## Televisione
- Linea Verde, Rai 1 (2016), in qualità di esperto

### Autore televisivo
- L’Araba Fenice, Italia 1, Interviste epidiche (interviste ai figli di personaggi famosi condotte da Patrizio Roversi), 1988.
- Mixer (programma televisivo), Rai 2, servizi umoristici condotti da Patrizio Roversi e Syusy Blady
- TV Donna, Telemontecarlo
- Galagol, Telemontecarlo
- Condominio Mediterraneo, coautore con Patrizio Roversi e Syusy Bladi, 1996
- Gustibus, Rai 3, coautore con Sandro Vannucci
- Turisti per caso, coautore con Patrizio Roversi e Syusy Bladi.
- Ultima Razzia, Rete 4

## Periodici, settimanali e riviste
- Il Test - Salvagente, (mensile)
- Ristoranti-Imprese del Gusto (mensile)
- Bargiornale (mensile)
- La Repubblica (quotidiano)
- Sale & Pepe
- Marie Claire
- Anna
- Donna Moderna (mensile)
- Turisti per Caso Magazine (mensile)

## Web
- ristorantiweb.it, collaboratore e redattore
- ilgiornaledelcibo.it, Ideatore e fondatore del portale di cultura gastronomica, edito dal gruppo Cir-food; lo ha diretto dal 2006 al 2014
- turistipercaso.it, ideatore e co-fondatore del portale; lo ha diretto dal 1999 al 2011
- velistipercaso.it, co-ideatore del portale; lo ha diretto dal 2002 al 2011.

## Opere

### Cucina e gastronomia
- Giovedì gnocchi, Sabato trippa, la cucina delle mamme e la nuova arte del ricevere, Sperling & Kupfer, 1993.
- Parigi Bianca e Nera, con la scrittrice Rossana Campo. Ricordi, gastronomia, consigli e osservazioni per godersi la capitale francese, Edizioni F.C. Panini-Comix, 1994.
- I Sapori Ritrovati - La cucina delle mamme e delle nonne riproposta da Martino Ragusa, 3 volumi sulla pasta: secca, fresca, ripiena e gnocchi. Edizione Il Salvagente, 1998.
- Golosi per Caso, viaggio nell'Italia dei prodotti tipici. Editore Il Sole 24 ore - Edagricole, 2006. ISBN 978-88-50-6499-76.
- Turisti per Cibo, il gran tour del buon mangiare. Editore Il Sole 24 ore - Edagricole, 2006. ISBN 978-88-50-6520-68.
- Le Torri della Cucina 5, Ali&no editrice, 2009. ISBN 978-88-6254-01-79.
- Il Manifesto della Cucina Nazionale Italiana, Aliberti & Cir, novembre 2009. ISBN 978-88-7424-51-85.
- Le Torri della Cucina 6, Trenta Editore srl, Milano, marzo 2010. ISBN 978-88-9034-05-36.
- Pausa pranzo a Milano, Edizione Diabasis, gennaio 2011. ISBN 978-88-8103-73-22.
- La cucina delle Stagioni, Edizioni Il Salvagente, marzo 2011.
- Le Torri della cucina 7, Trenta Editore Srl, Milano, marzo 2011. ISBN 978-88-9692-31-46.
- Le Torri della cucina 8, Trenta Editore Srl, Milano, marzo 2012. ISBN 978-88-9692-32-52.
- Orto e mangiato - come coltivare l'orto su balconi e terrazzi e gustarne i frutti, Sperling & Kupfer, Milano novembre 2012. ISBN 978-88-2005-32-84.
- Giovedì gnocchi, sabato trippa, riedizione In Magazine, Cesena, novembre 2013. ISBN 978-88-2001-52-51.
- Cucina Siciliana di Popolo e Signori[2], Edizioni Momenti, febbraio 2016. ISBN 978-88-9762-95-59.
- Gustologia, Rai-Eri, giugno 2017. ISBN 978-88-3971-70-85.
- Giardiniere in 24 ore, Sperling & Kupfer 2018, ISBN 978-88-2006-39-86
- La cucina di Martino, ilSalvagente 2018, ISBN 978-88-9497-70-11
- Cucina Siciliana di Popolo e Signori vol .2 [6], Edizioni Momenti, febbraio 2016. ISBN 978-88-9762-95-59.

### Humor e divagazioni
- Un anno di post bon ton, le agende di Comix, aforismi e divagazioni, 1994.
- Eurobarzellettiere - studi sull'umorismo in Europa, con Patrizio Roversi, Mondadori, 1998.

### Romanzi
- Banane Firmate, romanzo, Sperling & Kupfer, 1994.

### Saggistica
- L’Opera in Italia, Cappelli Editore, 1991.
- Manuale di Autodifesa televisiva, con Patrizio Roversi, Sperling & Kupfer, 1992.
- Rosa Tragico, 10 psicodrammi per capire le donne nevrotiche, Collana le Pillole di Comix, 1993.
- Figaro su, Figaro giù, come amare e come odiare l'opera lirica, edito da Fuori Thema, Tempi Stretti, 1994.
- Barzellettiere mondiale - studi sull'umorismo nel mondo - con Patrizio Roversi, Mondadori, tomo 1, 1999.
- Barzellettiere mondiale Oscar Bestsellers - studi sull'umorismo nel mondo - con Patrizio Roversi, Mondadori, tomo 1, 2000.
- Le più belle del mondo, Atlante mondiale delle barzellette, con Patrizio Roversi, Einaudi Stile libero, 2000. ISBN 978-88-06-1599-86.
- Guida GAL "Terre ospitali" , Valli di Tures e Aurina Trenta editore Srl, Milano, luglio 2015 (Curatore).
- Guida GAL "Terre ospitali" , Monti Dauni Trenta editore Srl, Milano, luglio 2015 (Curatore).
- Guida GAL "Terre ospitali" , Caselli Romani Trenta editore Srl, Milano, luglio 2015 e Monti Prenestini (Curatore).
- Guida GAL "Terre ospitali" , Majella Trenta editore Srl, Milano, luglio 2015 (Curatore).